# Onofre Pinto
Onofre Pinto (Jacupiranga, 26 de janeiro de 1937 - Medianeira,13 de julho de 1974), filho de Maria Pinto do Rosário e Júlio do Rosário, foi um torneiro mecânico,  militar e guerrilheiro brasileiro, integrante da luta armada contra a ditadura militar instalada no Brasil no ano de 1964. Preso e banido em 1969, voltou ao país e desapareceu na cidade de Medianeira, no Paraná, em 1974. Foi um dos principais dirigentes e fundadores da Vanguarda Popular Revolucionária (VPR), grupo brasileiro de luta armada, que resistiu à Ditadura Militar Brasileira.
É um dos casos investigados pela Comissão da Verdade, organismo oficial temporário que apura mortes e desaparecimentos na ditadura militar brasileira.

## Biografia
Onofre Pinto nasceu no município de Jacupiranga, São Paulo, em 26 de janeiro de 1937. Filho de Júlio do Rosário e Maria Pinto do Rosário. Onofre se formou em Contabilidade e foi casado com Idalina Maria Pinto. Juntos, os dois tiveram uma filha, Kátia Elisa Pinto.
Ex-sargento do Exército Brasileiro e integrante da Vanguarda Popular Revolucionária (VPR), foi presidente da Associação dos Sargentos de São Paulo antes do regime militar de 1964. Teve seus direitos políticos cassados pelo Ato Institucional n°1 e sua prisão preventiva decretada em 8 de outubro de 1964 por participação na associação e no 'Movimento dos Sargentos". Solto, começou a articular o MNR (Movimento Nacionalista Revolucionário), de linha brizolista. Em 1967, o Movimento se desfaz e Onofre funda, com outros companheiros, a Vanguarda Popular Revolucionária, participando de várias ações armadas no ano seguinte, incluindo o assassinato do capitão do exército norte-americano Charles Chandler, tido pela guerrilha como um espião da CIA, em São Paulo.
Preso em 2 de março de 1969, foi banido do Brasil em 6 de setembro do mesmo ano junto com mais 14 presos políticos, libertado em troca da vida do embaixador dos Estados Unidos Charles Burke Elbrick, sequestrado no Rio de Janeiro por integrantes das organizações extremistas MR8 e Aliança Libertadora Nacional. No exílio, Onofre passou pelo México e pela Europa até se estabelecer no Chile de Salvador Allende.
Onofre voltou ao Brasil em 1974 com outros companheiros exilados, entrando no país pela fronteira de Foz do Iguaçu, entre a província de Misiones e o estado do Paraná. Entretanto a volta do grupo foi anunciada à repressão por um traidor, fazendo com que ele e outros cinco militantes fossem mortos no que mais tarde ficou conhecido por ‘Operação Juriti ou Medianeira’. Seu corpo nunca foi encontrado e é dado como desaparecido político.

## Morte
Onofre Pinto foi morto após uma emboscada organizada pelo Centro de Informações do Exército (CIE), conhecida como no Massacre de Medianera, Chacina do Parque Nacional do Iguaçu ou Massacre da estrada do Colono, que deixou cinco guerrilheiros mortos, José Lavecchia, Joel José de Carvalho, Daniel José de Carvalho, Victor Carlos Ramos e Enrique Ernesto Ruggia. Segundo o depoimento à Comissão da Verdade de Otávio Rainolfo da Silva, um infiltrado dos militares nos movimentos de esquerda, o guerrilheiro não participou da ação do grupo de outros militantes que acabaram mortos na emboscada, pois era um rosto muito popular e por isso ficou  esperando em um sítio junto com o ex-ministro José Dirceu e outros. Após o massacre, Silva e o sargento Alberi Vieira dos Santos, outro infiltrado, foram atrás de Onofre, que percebeu a emboscada e tentou fugir correndo. Ele acabou sendo levado a um centro do Exército onde tentaram fazer com que ele se unisse aos militares e trabalhasse como um "cachorro", como eram chamados os militantes de esquerda que se alinhavam ao governo ditatorial e passavam a ser infiltrados em grupos esquerdistas. De acordo com o depoimento de Silva, Onofre não aceitou a proposta e foi morto dias depois com uma injeção de Shelltox, uma espécie de inseticida caseiro produzido pela Shell nos anos 60. De acordo com Otávio, o guerrilheiro teve os dedos, a arcada dentária e as tripas removidos e após a morte seu corpo foi jogado em um rio.
Em seu Dossiê de Desaparecimento Político, emitido pelo site da Comissão Nacional da Verdade, consta que uma ex-militante da VPR,  Maria Madalena de Azevedo, que utilizava o codinome de Ana Barreto Costa, teria sido o último contato que Onofre tivera ainda em vida, em  Buenos Aires durante sua fuga em 1974. No documento, suspeita-se que ela seja uma das grandes influências que ajudaram a polícia a encontrar Onofre. Em um depoimento à Comissão Especial da Câmara dos Deputados,que investigava a morte e o desaparecimento de 144 presos políticos em 1992, Maria Madalena acompanhada de seu marido, Gilberto Giovanetti, confessaram que se aliciaram aos militares e os ajudaram a entregarem e espionarem alguns militantes da esquerda.
Durante alguns depoimentos às entidades dos  Direitos Humanos e Às imprensa, publicada em uma matéria para o jornal Folha da Tarde, do dia 20 de novembro de 1992, o ex-sargento Marival Chaves Dias do Canto disse que atuou na Operação Bandeirantes (OPBAN) durante a ditadura, disse que Onofre Pinto foi executado por ordem do Centro de Informações do Exército (CIE) para que sua morte servisse como "exemplo" para os outros presos políticos, embora em seu discurso, Onofre tivesse aceitado colaborar com o exército na captura de outros perseguidos do período ditatorial.
Na mesma matéria publicada pelo Folha da Tarde, Marival conta que quando Silvio Frota foi exonerado de seu cargo pelo então presidente Ernesto Geisel, Silvio ordenou que destruíssem o máximo de documentos relativos às atividades de repressão do Exército dentro da Instituição.
Decorrente da Lei n° 9.140, de 4 de dezembro de 1995, a qual pelo Inciso III do 4° artigo, foi possível que a esposa de Onofre, Idalina Maria Pinto, ganhasse uma indenização variante de R$100.000,000 a R$150.000,00 por parte do governo. A Comissão Especial do Ministério da Justiça, atribuiu a indenização para familiares de alguns presos políticos e desaparecidos durante o período da ditadura militar.
Em 2009, O Ministério Público Federal abriu um inquérito para apurar o desparecimento de Onofre e dos demais militantes mortos e desaparecidos no episódio, mas o arquivou por falta de provas.  